# Ecuadorelenia
För fågelarten Myiopagis olallai, se gråhuvad elenia.
Ecuadorelenia (Elaenia brachyptera) är en fågel i familjen tyranner inom ordningen tättingar.

## Utbredning och systematik
Fågeln förekommer i Stillahavssluttningen i sydvästra Colombia (Nariño) och nordvästra Ecuador samt även i Andernas östsluttning i Ecuador. Tidigare behandlades den som underart till mindre elenia (Elaenia chiriquensis) och vissa gör det fortfarande.

## Status
IUCN kategoriserar den som livskraftig.